# Liste der Baudenkmäler in Zwiesel

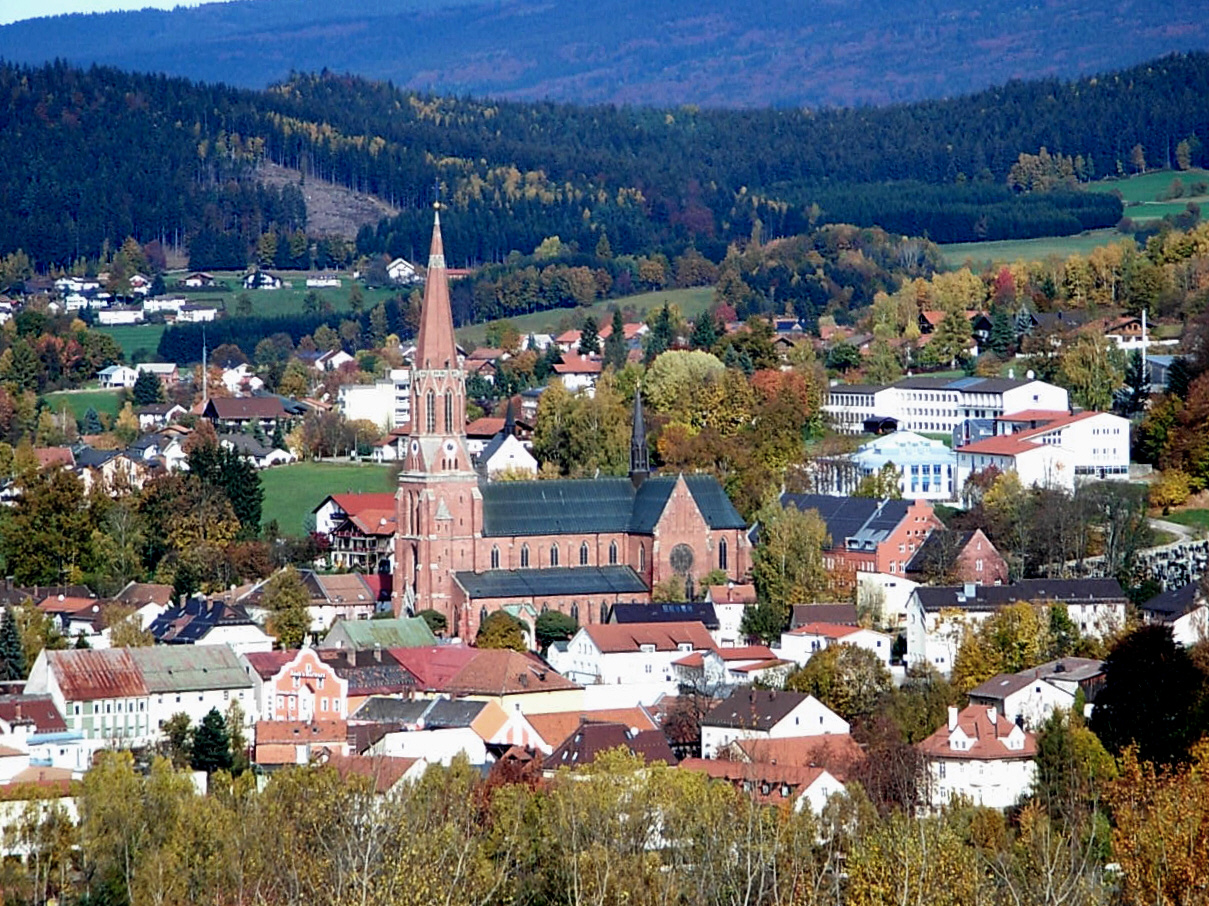
Blick auf Zwiesel

Auf dieser Seite sind die Baudenkmäler in der niederbayerischen Stadt Zwiesel zusammengestellt. Diese Tabelle ist eine Teilliste der Liste der Baudenkmäler in Bayern. Grundlage ist die Bayerische Denkmalliste, die auf Basis des Bayerischen Denkmalschutzgesetzes vom 1. Oktober 1973 erstmals erstellt wurde und seither durch das Bayerische Landesamt für Denkmalpflege geführt wird. Die folgenden Angaben ersetzen nicht die rechtsverbindliche Auskunft der Denkmalschutzbehörde.

## Baudenkmäler nach Ortsteilen

### Zwiesel
| Lage                                                                            | Objekt                                                                                     | Beschreibung | Akten-Nr.     | Bild                                       |
| ------------------------------------------------------------------------------- | ------------------------------------------------------------------------------------------ | --- | ------------- | ------------------------------------------ |
| Alfons-Maria-Daiminger-Straße 5 (Standort)                                      | Wohnhaus                                                                                   | Zweigeschossiger Halbwalmdachbau mit Zwerchhaus und Eingangsvorhalle, mit Putzgliederungen, bezeichnet mit „1912“. | D-2-76-148-1  | Wohnhaus                                   |
| Alfons-Maria-Daiminger-Straße 11 (Standort)                                     | Zollamt                                                                                    | Dreigeschossiger Walmdachbau mit übergiebeltem Mittelrisalit und spätklassizistischer Fassadengliederung, Mitte 19. Jahrhundert. | D-2-76-148-2  | Zollamt                                    |
| Angerstraße 6 (Standort)                                                        | Hotel                                                                                      | Zweigeschossiger Sattel- bzw. Fußwalmdachbau über winkelförmigem Grundriss, mit Terrassenanbau im Gebäudezwickel, Anfang 20. Jahrhundert; am Zusammenfluss des Großen und Kleinen Regen. | D-2-76-148-3  | Hotel                                      |
| Bahnhofplatz 1; Bahnhofplatz 3; Bahnlinie Landshut–Bayer. Eisenstein (Standort) | Wegdurchstich                                                                              | Bestandteil der 1877 eröffneten „Waldbahn“ von Plattling nach Bayerisch Eisenstein. Rundbogiges Tonnengewölbe mit Vertreppung und Böschungsmauern, bossiertes Quadermauerwerk. | D-2-76-148-37 | Wegdurchstich                              |
| Bahnhofplatz 3; Lagerstraße 9; Nähe Bahnhof; Bahnhofplatz 1 (Standort)          | Bahnhof Zwiesel                                                                            | Bestandteil der 1877 eröffneten „Waldbahn“ von Plattling nach Bayerisch Eisenstein, bei Streckenkilometer 120,4–8, Gebäude aus Polygonalmauerwerk mit Eckquaderungen. Empfangsgebäude, zweigeschossiger Halbwalmdachbau mit übergiebelten Mittelrisaliten; Nebengebäude, eingeschossiger Walmdachbau; Güterhalle, eingeschossiger Satteldachbau mit segmentbogigen Toröffnungen; Stellwerksgebäude, zweigeschossiger Flachsatteldachbau mit Kniestock.                                                        | D-2-76-148-5  | weitere Bilder                             |
| Bergstraße 10 (Standort)                                                        | Wohnhaus                                                                                   | Zweigeschossiger Halbwalmdachbau, traufseitig mit korbbogiger, gewölbter Gebäudedurchfahrt, 1816, Portal bezeichnet mit „1869“. | D-2-76-148-8  | Wohnhaus                                   |
| Bergstraße 16 (Standort)                                                        | Katholische Kirche Mariä Namen (Bergkirche)                                                | Saalkirche mit Steildach und wenig eingezogenem, halbrund geschlossenem Chor, 1767 als Erweiterungsbau der ersten Kapelle von 1682, Dachreiter 1860; mit Ausstattung. | D-2-76-148-9  | weitere Bilder                             |
| Dr.-Schott-Straße 43 (Standort)                                                 | Evangelisch-lutherische Pfarrkirche                                                        | Saalkirche mit Steildach und eingezogenem, fünfseitig geschlossenem Chor, Flankenturm mit Spitzhelm und Eckbaldachinen, neugotisch, 1894–95. | D-2-76-148-6  | weitere Bilder                             |
| Nähe Dr.-Schott-Straße (Standort)                                               | Wegkapelle                                                                                 | Satteldachbau über rechteckigem Grundriss, mit Dachreiter und offener Vorhalle, 1876; mit Ausstattung. | D-2-76-148-7  | Wegkapelle                                 |
| Kirchplatz 1 (Standort)                                                         | Katholische Stadtpfarrkirche St. Nikolaus                                                  | Dreischiffige Basilika mit kurzem Querhaus und eingezogenem, fünfseitig geschlossenem Chor, mächtiger Westturm mit Spitzhelm, neugotisch, 1891/96 von Johann Schott; mit Ausstattung. | D-2-76-148-13 | weitere Bilder                             |
| Kirchplatz 3 (Standort)                                                         | Ehemalige Mädchenschule, jetzt Waldmuseum Zwiesel                                          | Zweigeschossiger langgestreckter Steildachbau mit Ziergiebeln, neugotisch, 1889. Hier fand vom 25. Mai 2007 bis 14. Oktober 2007 die Landesausstellung 2007 Bayern–Böhmen: 1500 Jahre Nachbarschaft statt. | D-2-76-148-14 | weitere Bilder                             |
| Kirchplatz 8 (Standort)                                                         | Kindergarten                                                                               | Zweigeschossiger Steildachbau mit Ziegelgliederungen, neugotisch, Ende 19. Jahrhundert. | D-2-76-148-15 | Kindergarten                               |
| Oberzwieselauer Straße 15; im Friedhof (Standort)                               | Friedhof                                                                                   | Friedhofsmauer, Abschnitte nach Norden, Westen und Süden, Bruchstein, 1827, erweitert 19./Anfang 20. Jahrhundert; Arkadenhalle, Langbau mit Walmdach und rückwärtiger Mauer, erstes Viertel 20. Jahrhundert; Mausoleum der Familie von Poschinger, Oktogon mit Zeltdach, Neurenaissance, Ende 19. Jahrhundert; Grabmal Kuchler/Schreder, ädikulaartige Form, rundbogig geöffnet, wohl Anfang 20. Jahrhundert; Wasserpumpe, Rohrform mit Profilen, Gusseisen, Ende 19. Jahrhundert; früher vor Angerstraße 37. | D-2-76-148-16 | Friedhof                                   |
| Prälat-Neun-Straße 9 (Standort)                                                 | Einfirsthof                                                                                | Eineinhalbgeschossiger Satteldachbau, Feldsteinmauerwerk mit Blockbau-Kniestock, zweites Viertel 19. Jahrhundert, im Kern älter. | D-2-76-148-42 | Einfirsthof                                |
| Stadtplatz 14 (Standort)                                                        | Ehemaliges Forstamt                                                                        | Zweigeschossiger traufständiger Steildachbau mit Stufengiebeln, Quadermauerwerk, 1854–57 an Stelle des sogenannten Weißbierbräuhauses errichtet; seitliche Hoftore mit segmentbogigen Durchfahrten, gleichzeitig. | D-2-76-148-18 | Ehemaliges Forstamt                        |
| Stadtplatz 14a (Standort)                                                       | Ehemaliges Nebengebäude des Forstamts                                                      | Zweiflügeliger Baukörper, Südteil zweigeschossig mit Satteldach, Nordtrakt eingeschossiger Walmdachbau, Quadermauerwerk, 1854–57. | D-2-76-148-19 | Ehemaliges Nebengebäude des Forstamts      |
| Stadtplatz 16 (Standort)                                                        | Ehemaliges Landgerichtsgebäude und Rentamt                                                 | Dreigeschossiger traufständiger Steildachbau mit Putzgliederungen, Erkerturm mit Zwiebelhaube, im Kern 17. Jahrhundert, 1903/04 umgebaut und aufgestockt. | D-2-76-148-20 | Ehemaliges Landgerichtsgebäude und Rentamt |
| Stadtplatz 27; Nähe Stadtplatz (Standort)                                       | Rathaus                                                                                    | Dreigeschossiger palazzoartiger Walmdachbau mit Rustikagliederungen und Konsolbalkon, 1838, Dachreiter mit Spitzhelm von 1876; Straßenwasserpumpe, Rohrform mit Schwengel und Wasserschale, Gusseisen, Ende 19. Jahrhundert. | D-2-76-148-21 | weitere Bilder                             |
| Stadtplatz 42 (Standort)                                                        | Gasthof Deutscher Rhein                                                                    | Dreigeschossiger Dreiflügelbau mit Satteldach, mit neubarockem Schweifgiebel und Mittelerker nach Westen, Ende 19. Jahrhundert, im Kern älter; Ökonomiegebäude, winkelförmiger Bau mit Satteldach, Dreistaffelgiebel nach Westen, Bruchstein, 19. Jahrhundert. | D-2-76-148-22 | Gasthof Deutscher Rhein                    |
| Nähe Stadtplatz (Standort)                                                      | Skulpturengruppe mit Steinfiguren der heiligen Johannes von Nepomuk, Sebastian und Florian | Auf kurviertem Postament mit erhöhtem Mittelteil, bezeichnet mit „1767“; Ursprünglich in Höhe des Rathauses, jetzt versetzt nach Westen zwischen Nr. 23 und 20. | D-2-76-148-23 | weitere Bilder                             |

### Bärnzell
| Lage                   | Objekt      | Beschreibung | Akten-Nr.     | Bild        |
| ---------------------- | ----------- | --- | ------------- | ----------- |
| Bärnzell 42 (Standort) | Ortskapelle | Satteldachbau mit Lisenengliederung, polygonal geschlossen, Dachreiter mit Spitzhelm, 1867; mit Ausstattung; Kriegerdenkmal für die Gefallenen beider Weltkriege, Steinskulptur Sterbender Krieger auf Postament, wohl 1920er Jahre, später mit Daten des II. Weltkriegs ergänzt. | D-2-76-148-27 | Ortskapelle |

### Griesbach
| Lage                    | Objekt      | Beschreibung | Akten-Nr.     | Bild        |
| ----------------------- | ----------- | --- | ------------- | ----------- |
| In Griesbach (Standort) | Ortskapelle | Steildachbau mit wenig eingezogenem, halbrund geschlossenem Chor, Dachreiter mit Zwiebelhaube, 1825; mit Ausstattung. | D-2-76-148-30 | Ortskapelle |

### Innenried
| Lage                                   | Objekt                            | Beschreibung | Akten-Nr.                                      | Bild                              |
| -------------------------------------- | --------------------------------- | --- | ---------------------------------------------- | --------------------------------- |
| Innenried 19 (Standort)                | Ortskapelle                       | Satteldachbau mit eingezogenem, halbrund geschlossenem Chor, Giebelreiter mit Spitzhelm, 1851; mit Ausstattung.                                               | D-2-76-148-31                                  | Ortskapelle                       |
| Bahnlinie Zwiesel–Bodenmais (Standort) | Eisenbahnviadukt bei Reisachmühle | Bestandteil der 1928 eröffneten Nebenbahn von Zwiesel nach Bodenmais, fünfbogige Rundbogenbrücke mit geböschten Pfeilern, Verblendung mit bossierten Quadern. | D-2-76-129-15 (zur Hälfte zu Langdorf gehörig) | Eisenbahnviadukt bei Reisachmühle |

### Klautzenbach
| Lage                      | Objekt                    | Beschreibung | Akten-Nr.     | Bild                      |
| ------------------------- | ------------------------- | --- | ------------- | ------------------------- |
| Bahnhäuslweg 6 (Standort) | Ehemaliges Bahnwärterhaus | Bestandteil der 1877 eröffneten „Waldbahn“ von Plattling nach Bayerisch Eisenstein, bei Streckenkilometer 122,0. Eingeschossiger Satteldachbau mit Kniestock, Stallanbau nach Westen, Polygonalmauerwerk mit Ziegelgliederungen.                                | D-2-76-148-38 | Ehemaliges Bahnwärterhaus |
| Fällenrechen 1 (Standort) | Triftsperre               | Wohnhaus, zweigeschossiger Flachsatteldachbau mit Giebelschrot, Holzständerwerk mit Verschindelung, Mitte 19. Jahrhundert; Sperrwerk, Steinpfeiler aus Quadermauerwerk, darüber gedeckter Gang mit Flachsatteldach, Holzständerwerk mit Verbretterung, um 1830. | D-2-76-148-24 | weitere Bilder            |

### Rabenstein
| Lage                            | Objekt                                                                                     | Beschreibung | Akten-Nr.     | Bild           |
| ------------------------------- | ------------------------------------------------------------------------------------------ | --- | ------------- | -------------- |
| Dorfplatz 1 (Standort)          | Katholische Filialkirche St. Johannes Nepomuk                                              | Saalkirche mit Steildach über rechteckigem Grundriss, Langhaus Teil des ehemaligen Schlossstadels, Bruchstein, 1767, Umbau zur Kirche mit Verbindungsbau und spitzem Glockenturm nach Süden 1964–66, von Ludwig Ostertag; mit Ausstattung. | D-2-76-148-51 | weitere Bilder |
| Dorfplatz 2 (Standort)          | Ehemalige Schlosskapelle St. Georg                                                         | Saalkirche mit Steildach, halbrund geschlossen, Giebelreiter mit Zwiebelhaube, bezeichnet mit „1815“; mit Ausstattung. | D-2-76-148-32 | weitere Bilder |
| Dorfplatz 6 (Standort)          | Kriegerdenkmal für die Gefallenen beider Weltkriege                                        | Kurvierte Wand mit erhöhtem Mittelteil, darin Relief eines sterbenden Kriegers, Eckpfeiler mit Helmbekrönungen, Granit, 1920er Jahre, später mit Gefallenennamen des II. Weltkriegs ergänzt.                                               | D-2-76-148-50 | BW             |
| Stormbergerstraße 27 (Standort) | Sogenanntes Neues Schloss, ehemaliger Herrensitz Poschinger, später Kurklinik, jetzt Hotel | Dreiflügeliger dreigeschossiger Baukörper mit Mansardwalmdächern, Nordflügel mit Säulenvorhalle, 1913/14; Hofmauer, Bruchstein mit Ziegelabdeckung, 19./Anfang 20. Jahrhundert.                                                            | D-2-76-148-33 | weitere Bilder |

### Theresienthal
| Lage                                                                              | Objekt                                                              | Beschreibung | Akten-Nr.     | Bild                                                                |
| --------------------------------------------------------------------------------- | ------------------------------------------------------------------- | --- | ------------- | ------------------------------------------------------------------- |
| Theresienthal 7; Theresienthal 7 a; Theresienthal 9; Theresienthal 9 a (Standort) | Sogenannte „Alte Hütte Theresienthal“, ehemalige Flachglashütte     | Langgestreckter Satteldachbau mit dreigeschossigem Dachstuhl, zwischen den Pfeilern ausgefacht mit durchbrochenem Ziermauerwerk, nach Süden zweigeschossiger Blockbau, nach Norden zweigeschossiger Walmdachbau, 19. Jahrhundert.                                                                                                 | D-2-76-148-39 | weitere Bilder                                                      |
| Theresienthal 15 (Standort)                                                       | Villa von Poschinger                                                | Zweigeschossiger Putzbau mit Satteldach, Neurenaissancegliederungen und Säulenportal, nach Norden dreigeschossiger Rechteckturm mit Zeltdach, 1880. | D-2-76-148-34 | weitere Bilder                                                      |
| Theresienthal 23 (Standort)                                                       | Absprengerei und Schleiferei der ehemaligen Glashütte Theresienthal | Südlicher Kopfbau der modernen Werkserweiterung, dreigeschossiger Flachsatteldachbau mit Vorschussgiebeln, nach Norden zweigeschossiger Satteldachbau mit Dachentlüfter, um 1910. | D-2-76-148-41 | Absprengerei und Schleiferei der ehemaligen Glashütte Theresienthal |
| Theresienthal 25 (Standort)                                                       | Ofenhaus und Veredelungsbau der ehemaligen Glashütte Theresienthal  | Ofenhaus, langgestreckter Satteldachbau mit Dachentlüftern, nördlicher Kopfbau zweigeschossiger Flachdachbau, Bruchstein, um 1835. | D-2-76-148-40 | Ofenhaus und Veredelungsbau der ehemaligen Glashütte Theresienthal  |
| Theresienthal 43 (Standort)                                                       | Wohnhaus                                                            | Zweigeschossiger Walmdachbau, Blockbau, drittes Viertel 19. Jahrhundert. | D-2-76-148-35 | Wohnhaus                                                            |
| Rotkot (Standort)                                                                 | Sogenannte Glasmacherkapelle                                        | Satteldachbau mit Dachreiter, segmentbogig geschlossen. Nördlich am Westhang des Kellerbergs. Neben der Eingangstür befindet sich eine Tafel mit der Aufschrift: „Erbaut im Jahre 1899 von Wohltätern und der Arbeiterschaft von Theresienthal. Eingeweiht durch H. H. geistlich. Rat Georg Fürst v. Zwiesel am 21. August 1899.“ | D-2-76-148-36 | Sogenannte Glasmacherkapelle                                        |

### Zwieselberg
| Lage                                                                                                | Objekt                                                  | Beschreibung | Akten-Nr.     | Bild |
| --------------------------------------------------------------------------------------------------- | ------------------------------------------------------- | --- | ------------- | ---- |
| Zwieselberg 61; in Zwieselberg; von Zwieselberg zur Bahnlinie Landshut–Bayer. Eisenstein (Standort) | Wohnhaus eines ehemaligen Dreiseithofes, dann Hüterhaus | Erdgeschossiger Massivbau mit Blockbau-Kniestock und Blockbau-Giebel, frühes 19. Jahrhundert, Satteldach später gesteilt, südwestlich Stadel, verbretterte Ständerkonstruktion, später angebaut, 19./20. Jahrhundert; Erdkeller, kleiner Satteldachbau als Vorbau, 19. Jahrhundert. | D-2-76-148-58 | BW   |

## Ehemalige Baudenkmäler
In diesem Abschnitt sind Objekte aufgeführt, die früher einmal in der Denkmalliste eingetragen waren, jetzt aber nicht mehr. Objekte, die in anderem Zusammenhang also z. B. als Teil eines Baudenkmals weiter eingetragen sind, sollen hier nicht aufgeführt werden. Aktennummern in diesem Abschnitt sind ehemalige, jetzt nicht mehr gültige Aktennummern.

| Lage                           | Objekt                | Beschreibung                                    | Akten-Nr. | Bild                  |
| ------------------------------ | --------------------- | ----------------------------------------------- | --------- | --------------------- |
| Zwiesel Frauenauer Straße 2 () | Ehemaliges Mesnerhaus | Satteldachbau, Türgerüst bezeichnet mit „1826“. |           | Ehemaliges Mesnerhaus |